# Amenemhat (fils de Thoutmôsis III)
Pour les articles homonymes, voir Amenemhat.
Amenemhat (littéralement Amon est devant) est un prince, fils de Thoutmôsis III (XVIIIe dynastie), dont la mère fut peut-être la grande épouse royale Satiâh durant la première partie du règne.
Le nom d'Amenemhat est mentionné dans une inscription du temple de Karnak, datée de la 24e année du règne de Thoutmôsis III, ainsi que dans la tombe de son tuteur Min, maire de Thinis.
On ne sait rien d'autre de ce prince, hormis qu'il précéda son père dans la mort, auquel succéda Amenhotep II, fils de la grande épouse royale Mérytrê-Hatchepsout.